# Ringwall Altkönig
Der Ringwall Altkönig ist eine vorgeschichtliche Befestigung im Taunus. Sie liegt im Hochtaunuskreis auf der Spitze des Altkönigs, dem mit 798 m dritthöchsten Berg des Taunus, und wird in die Frühlatènezeit (etwa 400 v. Chr.) datiert. Träger der Latènekultur sind die seit dem 5. Jahrhundert v. Chr. in griechischen, später auch in römischen Quellen genannten Kelten.

## Lage und Beschreibung

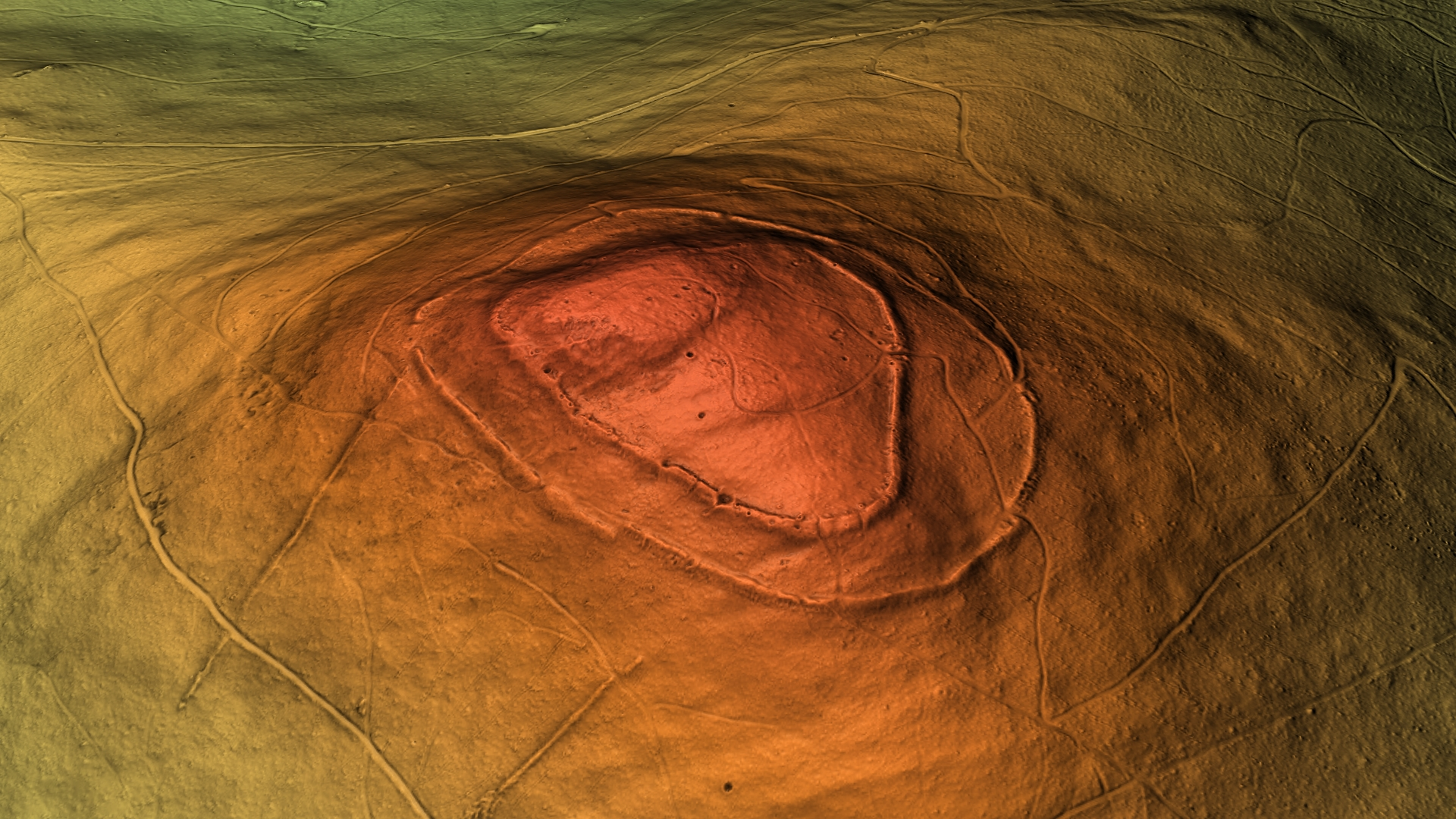
3D-Ansicht des digitalen Geländemodells

Der Altkönig liegt am südöstlichen Rand des Taunus. Seine markante Bergkuppe stellt die beherrschende Höhe des gesamten Vordertaunus dar. Weithin sichtbar überragt er die südliche Wetterau wie auch die Mainebene.
Der Ringwall umschließt die Kuppe des Altkönigs. Er besteht aus einem doppelten Wall von annähernd ovaler Form. Im Südwesten schließt sich ein Annex an, der eine heute noch fließende Quelle sichert. Die Anlage umfasst eine Fläche von 26 ha, wobei 11 ha auf den Annex entfallen. Die aus Taunusquarzit bestehenden Wälle haben eine Länge von 950 m (innerer Ring) bzw. 1390 m (äußerer Ring) und weisen einen Abstand zwischen 50 m und 80 m auf. Die Walllänge des Annexes betrug in ihrer ursprünglichen Form 1000 m. Der äußere Wall wies zwei Tore auf, eines in Richtung Südosten und eines im Südwesten in den Annex hinein. Die Tore waren durch überlappende Mauerenden besonders gesichert. Zwischen dem südlichen Anschluss des Annexes an den äußeren Wall findet sich heute eine etwa 60 m breite Lücke. Ob hier ein Tor lag, ist unbekannt. Der innere Wall wies nur ein einziges Tor auf, welches im Osten lag. Dieses war einfacher und weist keine Mauerüberlappung auf. Die Wälle stellten im Ursprung eine Trockenmauer vom Typus Altkönig-Preist dar. Der Name beruht darauf, dass die hier vorliegende Bauweise einer Pfostenschlitzmauer erstmals am Altkönig und parallel hierzu in Preist erforscht wurde. Die innere Mauer war zwischen 6,2 m und 6,5 m breit, die äußere etwa 4,0 m.
Innerhalb der inneren Wallanlage zeigen sich geringfügige Spuren einer Befestigung. Hierüber gibt es allerdings überhaupt keine Erkenntnisse.

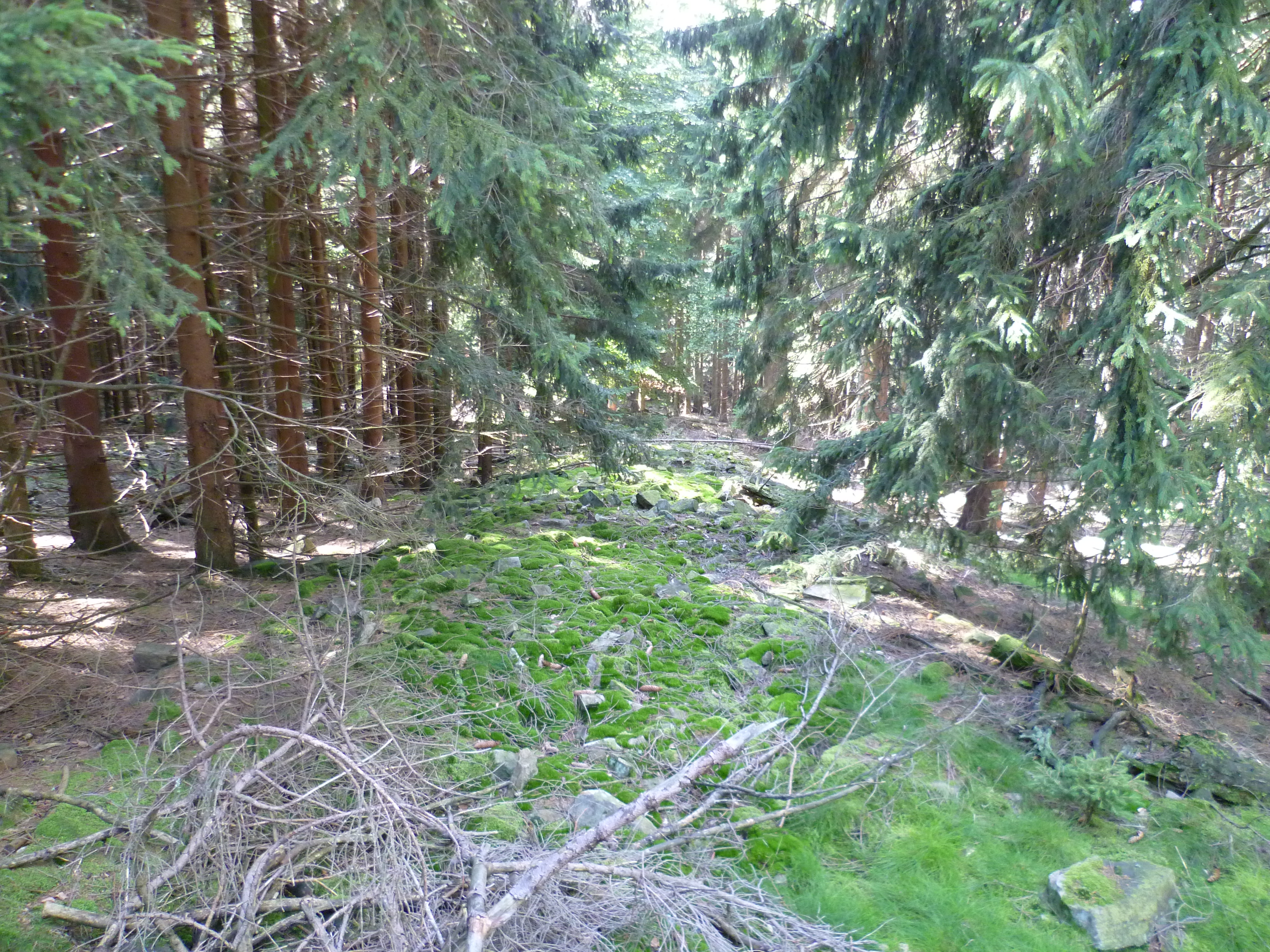
Der westliche Wall des Annexes
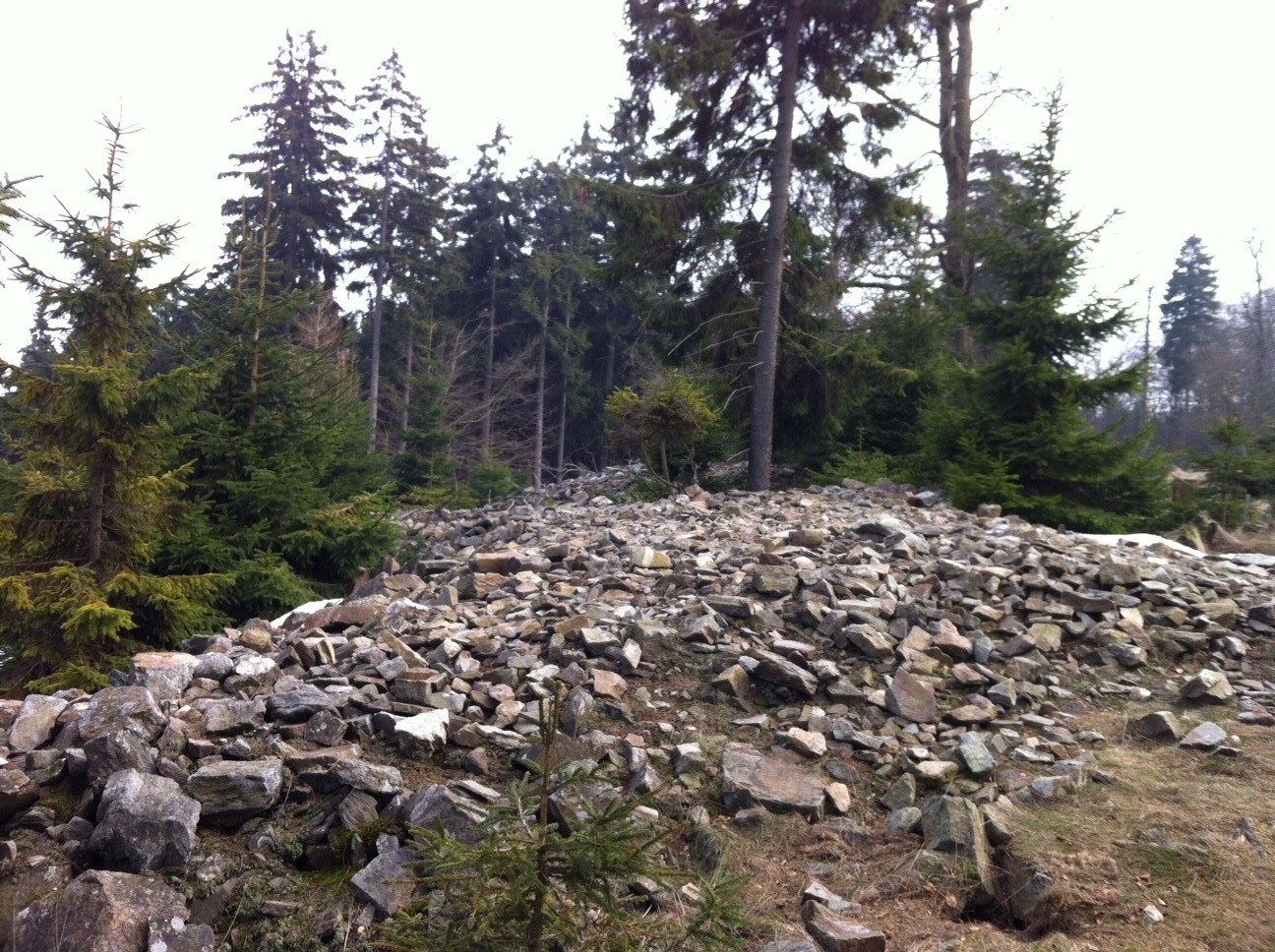
Außenwall im östlichen Bereich;2015
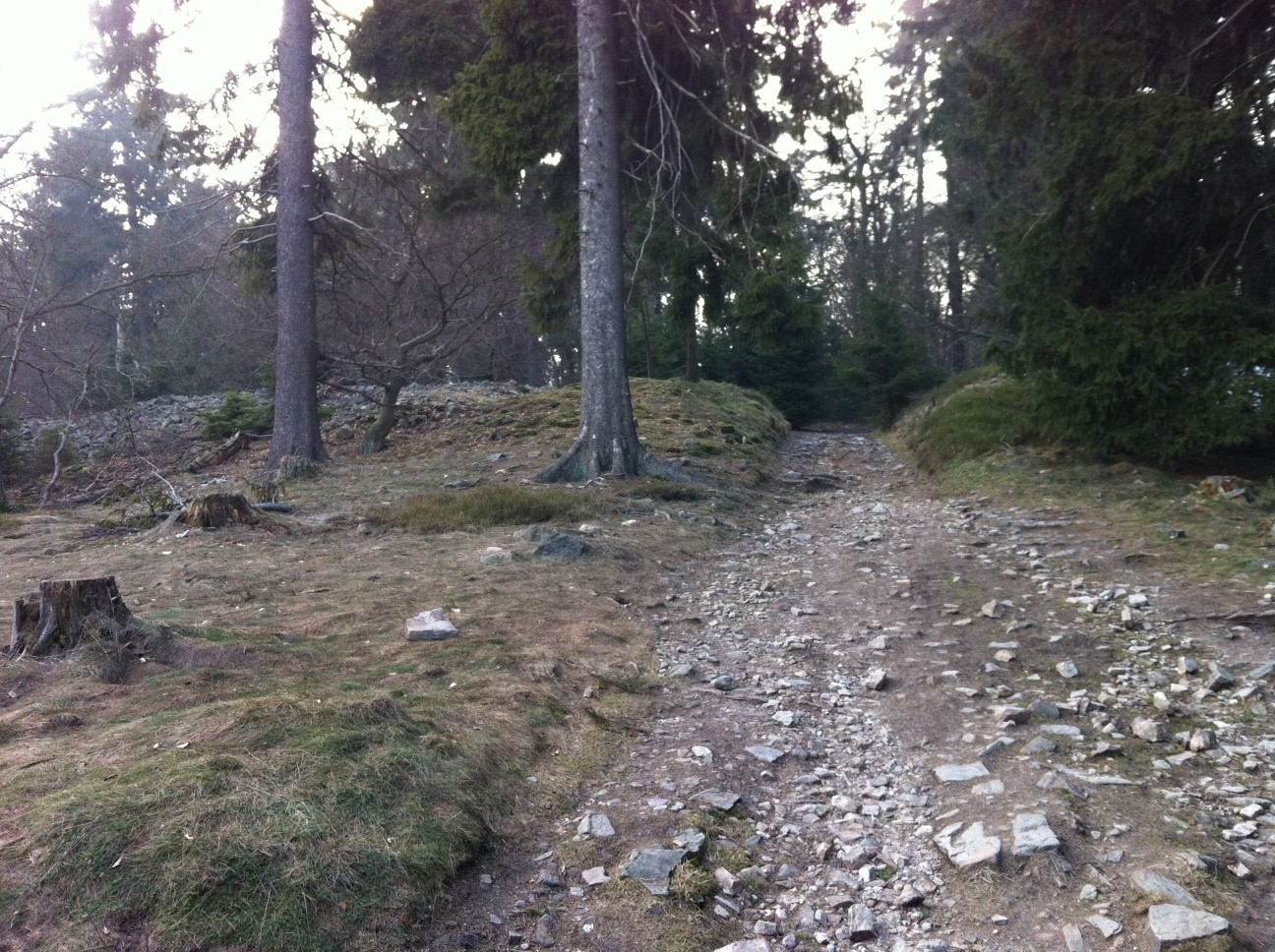
Tor Innenwall, Blick westwärts; 2015
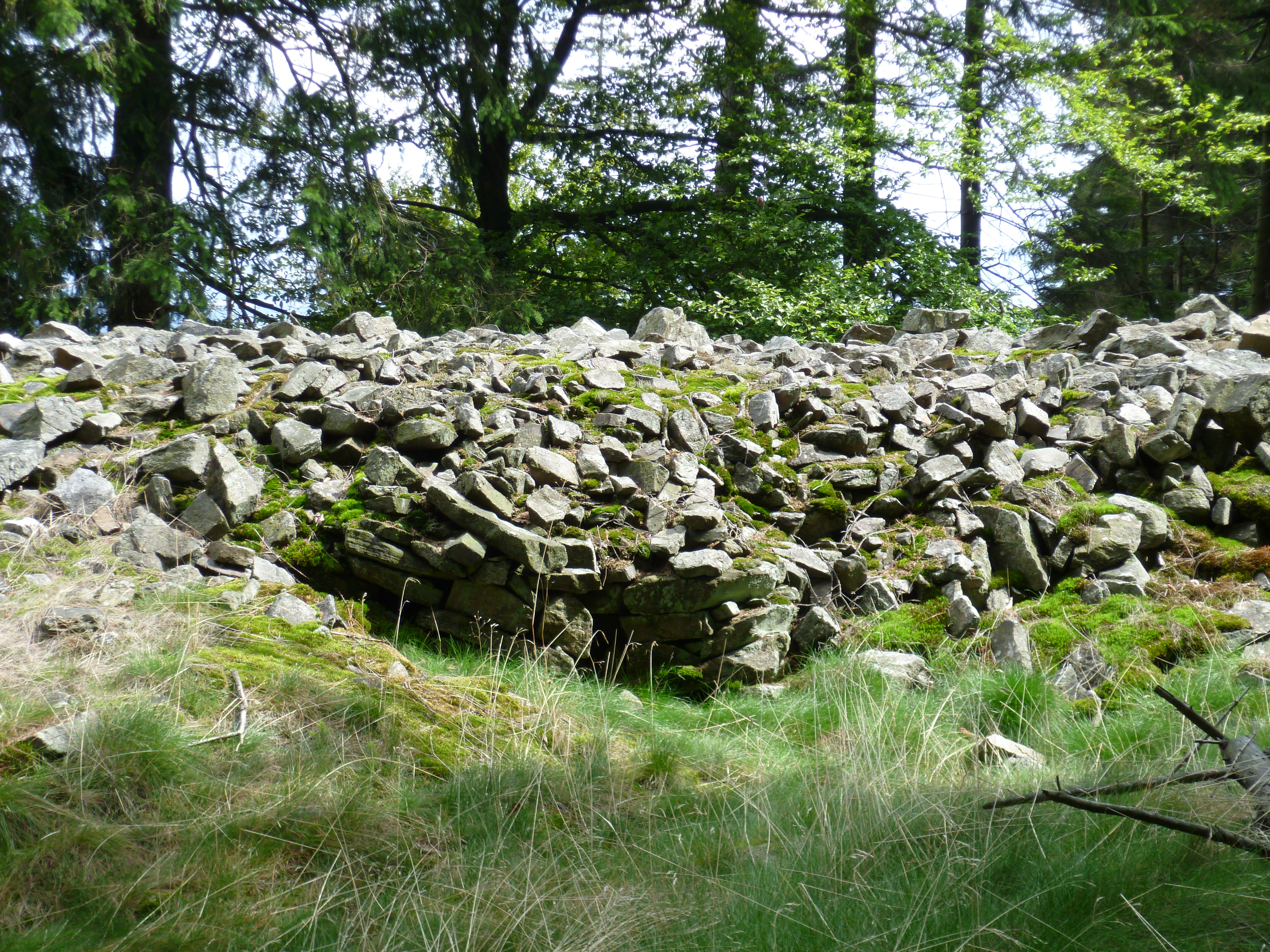
Teile des inneren Walls mit minimalen Mauerwerksüberresten
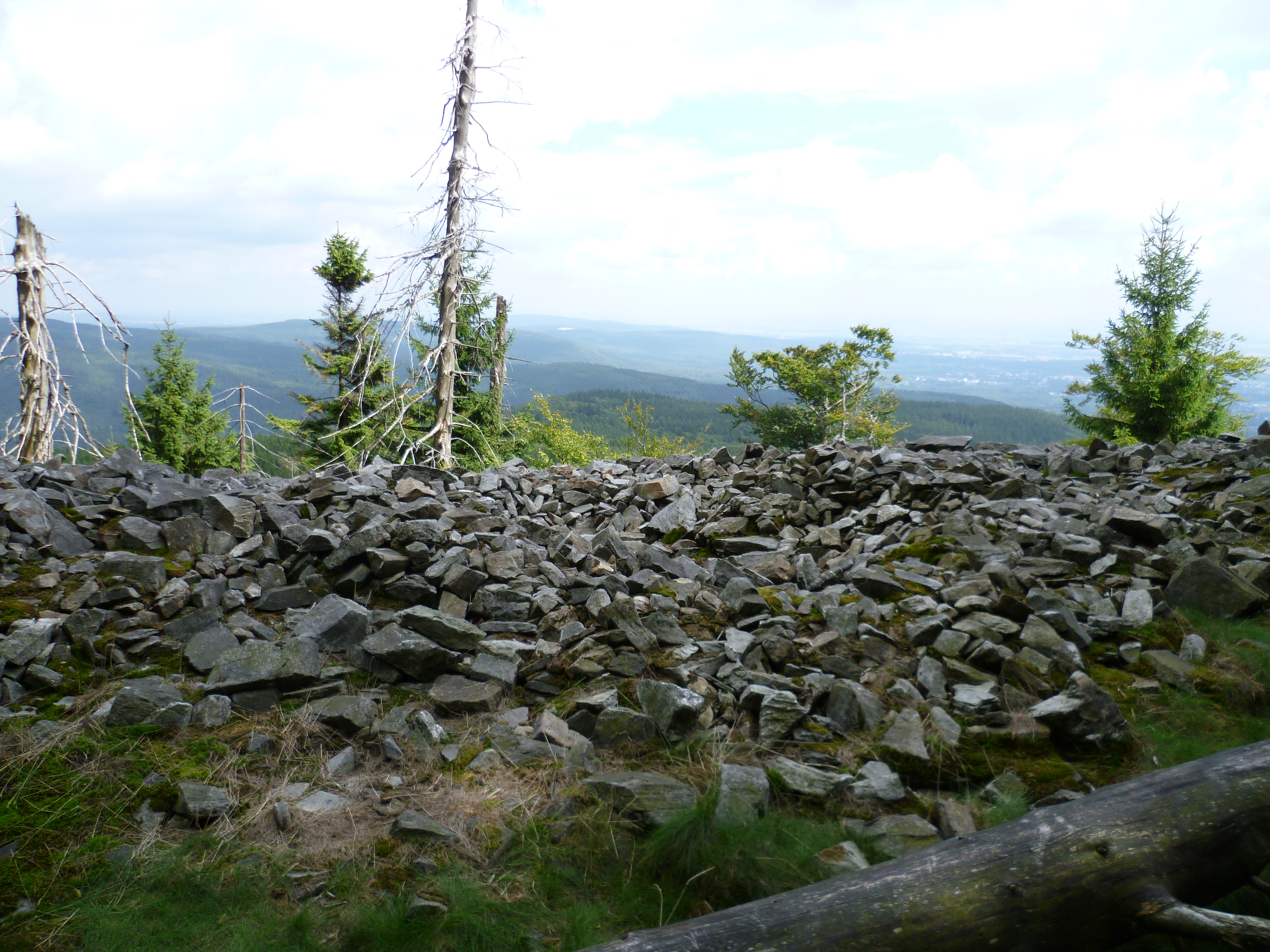
Ansicht einer Grabungsstelle

## Funktion

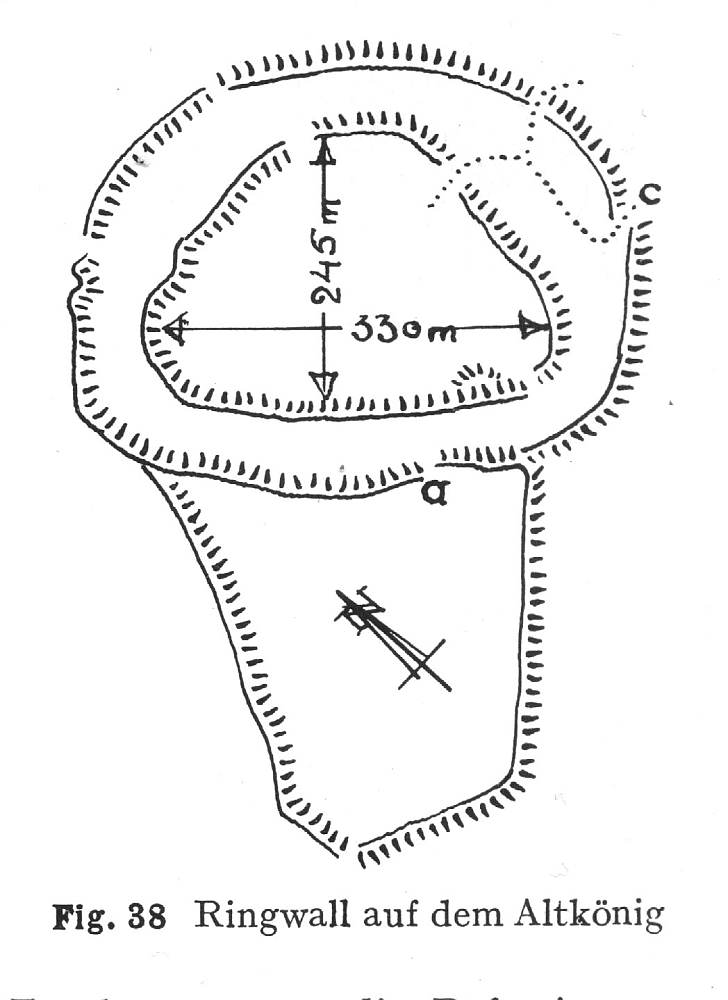
Planskizze der Wallanlagen

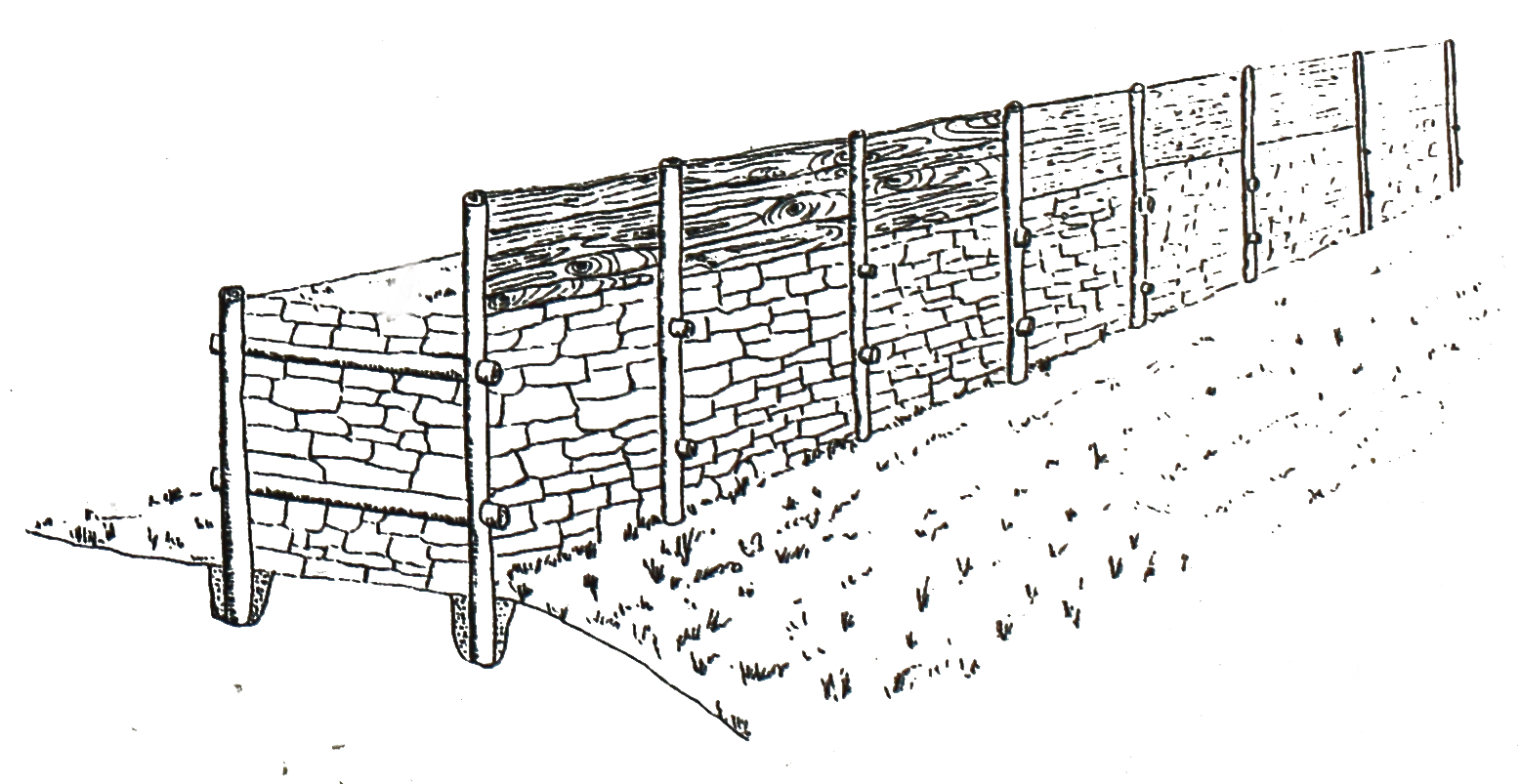
Keltische Pfostenschlitzmauer

Über die genaue Funktion der Anlage ist man sich im Unklaren. Eine Nutzung des Annexes wie auch des äußeren Rings als Fluchtburg erscheint denkbar. In anderen etwa gleichartigen Bauten konnten seinerzeitige Fürstensitze nachgewiesen werden. Dies scheint auch für den Ringwall Altkönig wahrscheinlich. Das lediglich spärlich vorliegende Fundmaterial, wie auch das Fehlen ausgeprägter Siedlungsschichten lassen den Schluss zu, dass die Anlage nur von wenigen Menschen genutzt wurde. Größeren Menschengruppen konnte die Anlage wahrscheinlich nur kurzzeitig Schutz gewähren. Funde aus frührömischer oder Spätlatènezeit liegen nicht vor, was darauf schließen lässt, dass die Anlage hier bereits zerfallen war.

## Forschungsgeschichte
Grabungen wurden 1882/83 durch Karl August von Cohausen (1812–1894) sowie 1894 und 1911 durch Christian Ludwig Thomas (1848–1913) durchgeführt. Auf diesen Grabungen beruhen die vorliegenden Befunde im Wesentlichen. Bemerkenswert ist eine bronzene Tierfibel. Im Zuge der Grabungen wurde das Prinzip der Pfostenschlitzmauer erforscht.

## Spätere Nutzungen und Erwähnungen
- Im 16. Jahrhundert berichtet Erasmus Alberus in Gedichtform über die „alten Mawern“ des Altkönigs.[1]
- Als im Jahr 1792 die französischen Truppen des General Custine von Mainz aus Raubzüge in die Gegend unternahmen, flüchteten sich die Einheimischen in die Wallanlage und richteten sich hier mit Hütten ein.[2]
- Angeblich wurde innerhalb der Wallanlage auch eine spätrömische Münze gefunden. Wie ein solcher Fund zu interpretieren ist, ist unklar.

## Denkmalschutz
Der Bereich der Wallanlage im Ringwall Altkönig ist ein Bodendenkmal nach dem Hessischen Denkmalschutzgesetz. Nachforschungen und gezieltes Sammeln von Funden bedürfen der vorherigen Genehmigung. Zufallsfunde sind an die Denkmalbehörden zu melden.
Der Wall trägt das internationale Schutzzeichen für die Kennzeichnung von Kulturgut nach der Haager Konvention.